# Yoshitoki Ōima
Yoshitoki Ōima (大今 良時, Ōima Yoshitoki) est une mangaka née le 15 mars 1989, à Ōgaki dans la préfecture de Gifu.
Elle est connue notamment pour avoir écrit et illustré le manga A Silent Voice, qui a été adapté au cinéma par le studio Kyoto Animation.

## Œuvres
- 2009 : Mardock Scramble
- 2013 : A Silent Voice
- 2016 : To Your Eternity